# جان جاك مورو
جان جاك مورو (بالفرنسية: Jean Jacques Moreau)‏ هو رياضياتي فرنسي، ولد في 31 يوليو 1923 في بلايي في فرنسا، وتوفي في 9 يناير 2014 في مونبلييه في فرنسا.
بعد دراسته ببواتييه، حصل على شهادة التبريز في الرياضيات ثم ناقش الدكتوراه بباريس سنة 1949 بعنوان Bilan dynamique d’un écoulement rotationnel، كما أصبح أستاذ  بمونبلييه سنة 1953.